# Črnomorska flota
Črnomorska flota (rusko Черноморский флот, Černomorski flot) je flota Ruske vojne mornarice v Črnem morju. Zaradi udeležbe v rusko-gruzijski vojni (2008), okupaciji Krima (2014) in sirski državljanski vojni (2015–) v zadnjem času velja za najbolj izkušeno floto Ruske vojne mornarice.
V potekajoči ruski invaziji na Ukrajino je črnomorska flota utrpela velike izgube, med drugim je bila uničena tudi glavna ladja flote, križarka Moskva, in poveljstvo v Sevastopolu. Ukrajina je poročala, da je v le dveh letih uničila ali poškodovala 1/3 vseh ruskih vojnih ladij v Črnem morju, vključno z vsemi, ki so izstreljevale rakete, in da se je preostanek flote do julija 2024 umaknil s Krima v Rusijo.

## Zgodovina
Črnomorsko floto je skupaj z njenim glavnim oporiščem Sevastopolom ustanovil knez Grigorij Potemkin 13. maja 1783. V preteklosti so ji poveljevali legendarni admirali, kot sta Dmitrij Senjavin in Pavel Nahimov, in ima izjemen zgodovinski in politični pomen za Rusijo.
Med rusko-turško vojno (1787–1792) je bil potrjen ruski nadzor Krima, ko je Črnomorska flota pod poveljstvom admirala Fjodora Ušakova porazila Turško vojno mornarico v bitki pri Kerčenski ožini (1790) in Turkom preprečila izkrcanje na Krimu.
Med Napoleonskimi vojnami je Ruska vojna mornarica sprva delovala proti Francoski v zavezništvu s Turško. Zatem se je Turčija obrnila proti Rusiji in začela rusko-turško vojno (1806–1812). V tej je Črnomorska s pomočjo Baltske flote premagala Turčijo pod poveljstvom admirala Dmitrija Senjavina v bitkama pri Dardanelah in Atosu (1807).
Po Napoleonskih vojnah je Rusija v zavezništvu s Francijo in Združenim kraljestvom posredovala v grški osamosvojitveni vojni in porazila Turško vojno mornarico v bitki pri Navarinu (1827). Poleg Črnomorske je ponovno sodelovala tudi Baltska flota.
Nadzor Turčije nad Turškimi ožinami je pomenil omejitev za izhod Črnomorske flote v Sredozemsko morje in Rusija je občasno poskušala zavarovati prehod skozi ožine. Od leta 1841 je bila Rusija z Londonsko konvencijo o ožinah formalno omejena na Črno morje. Vendar je bila tudi v okviru Črnega morja Rusija pomorsko močnejša država od Turčije. Leta 1853 je Črnomorska flota po turški vojni napovedi premagala turške pomorske sile v bitki pri Sinopi. Kljub temu so bili Rusi med dolgotrajno krimsko vojno (1853–1856) potisnjeni v obrambo, tako da so se britansko-francoske enote izkrcale na Krimu in zavzele Sevastopol. Po vojni naj bi skladno s Pariško pogodbo Črno morje postalo demilitarizirano območje, in šele po ruski zmagi v rusko-turški vojni (1877–1878) je Črnomorska flota spet začela krepiti svoje pomorsko moč in utrdbe.

### 20. stoletje
Črnomorska flota je imela pomembno vlogo v ruski revoluciji (1905), saj je posadka bojne ladje Potjomkin izvedla upor kmalu po ruskem porazu v rusko-japonski vojni. Upor je pomenil simbolični korak k ruski revoluciji (1917) in je bil pozneje prikazan v kultnem nemem filmu Križarka Potemkin iz leta 1925 Sergeja Eisensteina. Med prvo svetovno vojno je bilo med Črnomorsko floto in Turško vojno mornarico več srečanj. Turki so imeli zaradi prisotnosti nemške bojne križarke SMS Goeben sprva premoč, toda po izgradnji dveh sodobnih ruskih dreadnoughtov Imperatrica Marija in Imperatrica Katarina Velika prevzamejo Rusi vodstvo na morju do padca ruske vlade novembra 1917. Nemške podmornice iz carigrajske flotilje in turške lahke enote so napadale rusko tovorno ladjevje do konca vojne.
V 30. letih 20. stoletja se začne velik nov program gradnje ladij, v okviru katerega je bilo zgrajenih več kot 500 ladij. Ob izbruhu druge svetovne vojne je Črnomorski floti poveljeval viceadmiral Filip Sergejevič Oktjabrski. Kljub hitremu nemškemu prodoru in nemškemu zavzetju Krima sredi leta 1942, se je flota, sicer s hudimi izgubami, dobro izkazala v obrambi Odese (1941) in bitki za Sevastopol (1941–1942).
S koncem druge svetovne vojne je bila potrjena sovjetska dominanca črnomorskega območja. Severne in vzhodne obale je nadzirala Sovjetska zveza, v Romuniji in Bolgariji pa so postavljeni na oblast zavezniški režimi. Turčija je ostala izven sovjetske črnomorske varnostne ureditve in Sovjeti so se sprva zavzemali za skupni nadzor Bosporja s Turčijo, vendar je Turčija to zavrnila. Leta 1952 se je Turčija pridružila Natu in s tem postavila Bospor v zahodno vplivno območje. Kljub temu je Montrojska konvencija omejevala Natove možnosti za krepitev položaja Turčije v Črnem morju. 7. maja 1965 je bila enota odlikovana z redom rdeče zastave. V poznejšem obdobju hladne vojne je Črnomorska flota skupaj s Severno zagotavljala ladje za sovjetsko 5. operativno eskadro v Sredozemskem morju. Ta se je med arabsko-izraelskimi vojnami, zlasti med jomkipursko vojno (1973), zoperstavila Ameriški vojni mornarici.

### Jomkipurska vojna
Med jomkipursko vojno je prišlo do največje napetosti med Sovjetsko in Ameriško vojno mornarico v celotni hladni vojni. Ker sta obe strani podpirali vsaka svoje zaveznike, sta njuni floti v Sredozemlju postali vse bolj sovražni druga do druge. Sovjetska 5. operativna eskadra pod poveljstvom admirala Jevgenija Volobujeva je imela ob začetku vojne 52 ladij (med njimi je bila najnovejša ruska križarka Nikolajev razreda Berkut B), vključno z enajstimi podmornicami, od katerih so nekatere nosile manevrirne rakete z jedrskimi bojnimi glavami, ameriška 6. flota pod poveljstvom admirala Daniela Murphyja pa je imela 48 ladij, vključno z dvema letalonosilkama (Independence in Franklin D. Roosevelt) in eno nosilko helikopterjev (Guadalcanal). Z nadaljnjim potekom vojne sta obe strani okrepili svoji floti. Sovjetska eskadra je narasla na 97 ladij, vključno s 23 podmornicami, medtem ko je ameriška 6. flota zrasla na 60 ladij, vključno z devetimi podmornicami, dvema nosilkama helikopterjev in tremi letalonosilkami. Tokom operacije je imela ameriška 6. flota s 180 zrakoplovi na dveh letalonosilkah taktično premoč, vendar so sovjetske protiladijske rakete predstavljale velike grožnjo za ameriške ladje. Po ukazu poveljnika 6. flote Murphyja sta bili ameriški letalonosilki vseskozi 100–150 navtičnih milj narazen, kar je bilo dovolj blizu za vzajemno pomoč in dovolj daleč za določitev, katero od njiju elektronsko ciljajo sovjetske rakete.
Poleg Nikolajeva so bile ob začetku vojne v Sredozemskem morju še križarke Grozni (projekt 58), Dzeržinski in Murmansk (projekt 68bis) ter vsaj dve jedrski podmornici z manevrirnimi raketami z jedrskimi konicami (med njima B-318 projekta 651). Ko je poveljnik eskadre Volobujev 4. oktobra izvedel, da je vojna neizbežna, je ukazal masivno namestitev sil eskadre ob obalah Egipta in Sirije za evakuacijo sovjetskih specialistov in njihovih družin iz vojnega območja na območje južno od Krete, kjer bi jih premestili na transportne ladje. Z obal Egipta so bili sovjetski državljani (okrog 1000) evakuirani med drugim z rušilcem Naporisti, iz Sirije pa s fregato Kunica. 8. oktobra je s Sevastopola v Sredozemlje odplula še križarka Črnomorske flote Admiral Ušakov (projekt 68bis) pod poveljstvom kontraadmirala Vasljukova. Ob izbruhu vojne 6. oktobra sta bili ameriški letalonosilki še v oporiščih – Independence v Atenah in Franklin D. Roosevelt v Španiji. Prva je oporišče zapustila še isti dan ob spremstvu sovjetskega rušilca. Obe strani sta začeli priprave na vojno in ameriška letala so izvedla izvidniške polete nad sovjetsko floto.
Tokom vojne je sovjetska ladijska udarna skupina 1 (LUS 1) s križarko Grozni in rušilcema Provorni ter Plameni (pred prihodom Plamenega tudi rušilcema Krasni Kavkaz in Skori) pod poveljstvom kapitana 1. stopnje Rjabinskega sledila ameriški udarni skupini letalonosilke Independence (Groznega 16. oktobra južno od Krete zamenja križarka Murmansk z rušilcem Naporisti). Sovjetska LUS 2 s križarko Murmansk in rušilcem Smetlivi je sledila ameriški udarni skupini letalonosilke Franklin D. Roosevelt. LUS 3 s križarko Admiral Ušakov in rušilcema Rešitelni in Neulovimi pod poveljstvom kontraadmirala Basjukova je sledila ameriški udarni skupini nosilke helikopterjev Guadalcanal. LUS 4 pod poveljstvom kapitana 1. stopnje Lehkega s križarko Admiral Golovko (projekt 58) in rušilcema Krasni Krim in Nahodčivi je kmalu po koncu vojne vstopila v Sredozemlje in sledila ameriški udarni skupini letalonosilke John F. Kennedy, LUS 5 pod poveljstvom kapitana 1. stopnje Jasakova z rušilci Soznatelni, Krasni Kavkaz in Otvažni pa je sledila ameriški udarni skupini nosilke helikopterjev Iwo Jima. Poleg tega sta v Sredozemlju delovali še križarki Admiral Makarov (razred Berkut A) in Moskva ter rušilec Spešni.
V sklepnem delu vojne, po izraelskem prečkanju Sueškega prekopa 24. oktobra, je Leonid Brežnjev predlagal Richardu Nixonu skupno sovjetsko-ameriško mirovno misijo, sicer je zagrozil s sovjetskim izkrcanjem ob Sueškem prekopu v Port Saidu. Ker so bili polki marincev, namenjeni tej operaciji, takrat še v Sevastopolu in v Jugoslaviji, je vrhovni poveljnik sovjetske mornarice admiral flote Sovjetske zveze Sergej Gorškov ukazal izkrcanje organizirati s člani posadk ladij 5. operativne eskadre. Ko so na Nikolajevu so zbirali četo prostovoljcev za padalsko operacijo, je po spominih udeležencev skoraj cela posadka stopila korak naprej. Tega dne je bila v Port Said poslana LUS s križarko Admiral Ušakov, rušilci Otvažni, Neulovimi in Soznatelni, fregato Voron in tremi izkrcevalnimi ladjami s prostovoljci po ukazih Gorškova. Do izkrcanja ni nikoli prišlo, ker je bilo prej sklenjeno premirje.
Floti sta se začeli umikati po sklenjenem premirju.

### Novejša zgodovina
Po razpadu Sovjetske zveze sta si ladje Črnomorske flote razdelili Rusija in Ukrajina, pomorska oporišča pa so po letu 1997 prešla v dvajsetletni najem Rusije z dogovorom v Kijevu. S Harkovskim dogovorom leta 2010 je bil najem podaljšan do leta 2042, kar pa je postalo brezpredmetno z rusko okupacijo Krima leta 2014. Leta 2013 je bila prvič po razpadu Sovjetske zveze ponovno vzpostavljena 5. operativna eskadra v Sredozemskem morju, ki je podrejena poveljniku Črnomorske flote.
Po letu 1991 je Črnomorska flota izgubila precej plovil. Leta 2013 se je začela obsežna modernizacija z nakupi novih ladij in podmornic, med katerimi so tri fregate razreda Burevestnik in šest podmornic razreda Varšavjanka. Poveljniška ladja Črnomorske flote, križarka Moskva, je bila leta 2020 popravljena.
Največje pomorsko oporišče Črnomorske flote je v Sevastopolu, v Novorossijsku pa so nameščene podmornice in patruljne ladje.
Marca 2021 je bilo v času napetosti med Rusijo in NATO prvič v zgodovini vseh šest podmornic Črnomorske flote na morju sočasno.
Poveljniška ladja Črnomorske flote je fregata Admiral Makarov.
Od leta 2020 je za Črnomorsko floto v gradnji prva nosilka helikopterjev v zgodovini, ladja Mitrofan Moskalenko, ki jo gradi kerčenska ladjedelnica Zaliv in naj bi bila končana leta 2027.

#### Incident v Črnem morju 2021
23. junija 2021 naj bi ruska obmejna patruljna ladja streljala v smeri plovbe britanskega rušilca Defender, ki se ni odzval na opozorila o domnevnih kršitvah meja, za katere Rusija trdi, da so njene (vode okoli polotoka Krim so po mednarodnem pravu del Ukrajine). Po vstopu rušilca v teritorialne vode Krima blizu rta Fiolent, je po trditvah Rusije patruljna ladja sprožila opozorilne strele ter bombnik Su-24 opozorilno odvrgel štiri bombe. Združeno kraljestvo je v izjavi o incidentu reklo, da so le miroljubno pluli skozi ukrajinske teritorialne vode ter zanikali vse ruske trditve o izstreljenih opozorilnih strelih in bombah. Novinar BBC na krovu rušilca je poročal o nadlegovanju in sledenju s strani dveh ruskih ladij in do 20 letal.

#### Ruska invazija na Ukrajino 2022
Od 28. februarja 2022 naprej Črnomorska flota ne more več izpluti iz Črnega morja, saj je Turčija zaprla Dardanele za vse tuje vojaške ladje. Ruske ladje, ki so registrirane v pristaniščih ob Črnem morju se lahko le vrnejo v Črno morje.
26. februarja naj bi desantne ladje sodelovale pri izkrcanju pri Mariupolu, del pa naj bi čakal na izkrcanje pri Odesi, ki pa se ni nikoli zgodilo. 19. marca je bil v bližini Mariupola ubit namestnik poveljnika Črnomorske flote, Andrej Palij.
Glavna ladja Črnomorske flote, Moskva se je 14. aprila 2022 potopila. Rusija je trdila, da je bila potopitev posledica požara ter detonacije streliva. Ukrajina je poročala, da je križarko zadela z dvema domačima protiladijskima raketama R-360 Neptune. 15. aprila je uradnik Ministrstva za obrambo Združenih držav Amerike potrdil, da sta ladjo zadeli raketi Neptun.
24. marca je bila po ukrajinskem napadu na pristanišče Berdjansk potopljena ladja Saratov ter poškodovani Cesar Kunikov ter Novočerkassk, 4. avgusta ladja Olenogorski Gornjak ter 13. septembra 2023 hudo poškodovana podmornica Rostov na Donu.
9. avgusta 2022 je bilo napadeno letalsko oporišče Saki, kjer so bila bojna letala pomorskih letalskih sil Črnomorske flote. V napadu je bilo uničeno večje število letal, po trditvah zahodnih uradnikov naj bi napad onesposobil polovico bojnih letal flote.
14. septembra 2023 je SBU trdil, da je s pomorski dronom Sea Baby zadela korveto Samum ter povzročila obsežno škodo na strani ladje. Kasneje so se pojavili posnetki nagnjene ladje med vleko.
Oktobra 2023 je bila v napadu z Sea Baby-jem po poročanju Ukrajine poškodovana patruljna ladja Pavel Deržavin, kasneje decembra pa še izvidniška in hidrografska ladja Vladimir Kozicki.
4. novembra 2023 je bila v raketnem napadu močno poškodovana korveta Askold razreda Karakurt. Po nekaterih ocenah je škoda nepopravljiva.
26. decembra 2023 je bila po poročanju ukrajinskih letalskih sil uničena desantna ladja Novočerkassk. Ruske okupacijske oblasti so trdile, da je bila ladja le poškodovana. Iz fotografij posnetih nekaj ur po napadu je bilo razvidno, da je Novočerkassk bil v eksploziji popolnoma uničen.
Leta 2019 je postal vrhovni poveljnik Črnomorske flote admiral Igor Vladimirovič Osipov, vendar ga je po potopitvi križarke Moskva 17. avgusta 2022 zamenjal viceadmiral Viktor Nikolajevič Sokolov (red Nahimova, kot namestnik vrhovnega poveljnika Severne flote je vodil odpvo letalonosilke Admiral Kuznjecov v Sirijo leta 2016). Viktor Sokolov je bil 22. septembra 2023 domnevno ubit v ukrajinskem raketnem napadu na poveljstvo Črnomorske flote v Sevastopolu. Rusije je trditve zanikala ter jih izpodbijala s starimi ter domnevno novimi posnetki Sokolova.
1. februarja 2024 je ukrajinska vojaška obveščevalna služba objavila posnetke napada ponoči istega dne na korveto Ivanovec z več pomorskimi droni MAGURA V5 ter navedla, da je bila ladja potopljena. Na posnetkih je vidnih več eksplozij. Nato se ladja sprva nagiba na stran, kasneje pa je med potapljanjem iz vode viden le še premec. Rusija posnetkov ni komentirala. 
14. februarja 2024 so se pojavili posnetki na katerih naj bi gorela in se potopila desantna ladja Cesar Kunikov. Ukrajinska vojaška obveščevalna služba je nato objavila posnetke več njihovih pomorskih dronov MAGURA V5, ki so ob južni obali Krima napadli ladjo ter povzročili več eksplozij. Na koncu posnetka je vidna goreča ladja, ki se prevrača na bok. Tiskovni predstavnik Kremlja ni želel podati komentarja.
V noči iz 4. na 5. marec 2024 je po poročanju ukrajinske obveščevalne službe v bližini Kerškega preliva bila s pomorskimi droni MAGURA V5 potopljena patruljna ladja Sergej Kotov. Posnetek eksplozije ladje se je najprej pojavil na ruskih kanalih na družbenih omrežjih. V posnetku se slišijo tudi streli, domnevno poskusi uničenja dronov. Ukrajinska obveščevalna služba je nato objavila posnetke več dronov, ki se zaletijo v ladjo in povzročijo velike eksplozije.
V noči iz 23. na 24. marec 2024 je Ukrajina izvedla obsežen raketni napad na Sevastopol v katerem je po njenem poročanju zadela desantni ladji Jamal in Azov, komunikacijsko središče Črnomorske flote ter več njenih infrastrukturnih objektov. Na družbenih omrežjih so se pojavili posnetki več velikih eksplozij v Sevastopolu. Rusija je medtem trdila, da je sestrelila več kot 10 raket. Dva dni po napadu je ukrajinska mornarica sporočila, da je bila poškodovana tudi izvidniška ladja Ivan Hurs ter desantna ladja Konstantin Olšanski, katero je Rusija 2014 zasegla od Ukrajine in je bila v procesu remonta.
Ukrajina je poročala, da je do marca 2024 uničila ali poškodovala 1/3 vseh ruskih vojnih ladij v Črnem morju (velika večina je pripadala Črnomorski floti).
19. maja 2024 je ukrajinska mornarica poročala, da je v napadu uničila minolovec Kovrovec (Projekt 266), Rusija se na navedbe ni odzvala. Nekateri ruski vojaški blogerji so poročali, da je v napadu bila uničena korveta Ciklon razreda Karakurt, ki je bila splavljena manj kot leto prej. Nekaj dni kasneje je vodstvo ukrajinske vojske sporočilo, da je 19. maja v napadu z raketami ATACMS na pristanišče v Sevastopolu verjetno bil uničen tudi Ciklon. Korveta je bila edina preostala operativna ruska ladja v Črnem morju, ki je imela zmožnost izstreljevanja raket. Julija 2024 je ukrajinska mornarica poročala, da je Rusija iz Krima premestila vse ladje, ki so še preostale floti. Sredi meseca naj bi polotok zapustila zadnja patruljna ladja in se umaknila v Rusijo. Rusija se ni odzvala na navedbe o umiku.
3. avgusta 2024 je Ukrajina poročala, da je v raketnem napadu na pristanišče v Sevastopolu potopila podmornico Rostov-na-Donu, ki je bila močno poškodovana že v napadu septembra leto pred tem ter nato popravljena. Hkrati je Ukrajina poročala, da se je črnomorska flota bila prisiljena umakniti tudi iz Azovskega morja.

## Sestava
Črnomorska flota deluje iz oporišč Sevastopol in Novorossijsk in je zaradi pridobitve dizel-električnih podmornic, fregat in korvet po letu 2010 med najsodobnejšimi ruskimi flotami. Ladje:
- 30. divizija ladij (Sevastopol):
  - Fregata razreda Burevestnik (projekt 11356R):
    - Admiral Grigorovič (aktivna, 2023 Sredozemsko morje)[68]
    - Admiral Essen (aktivna)[69]
    - Admiral Makarov (aktivna)[70]

  - Fregata razreda Burevestnik (projekt 1135):
    - Pitlivi (aktivna)[71]
    - Ladni (aktivna)[72]
- 41. brigada raketnih čolnov (Sevastopol):
  - Korveta razreda Bujan:
    - Višni Voločjok[73]
    - Orehovo-Zujevo[74]
    - Ingušetija[75]
    - Grajvoron[76]

  - Korveta razreda Karakurt:
    - Ciklon (domnevno uničena)[66][4]

  - Korveta razreda Steregušči:
    - Merkurij[77]
- 4. brigada podmornic (Sevastopol):
  - Dizel-električna podmornica razreda Varšavjanka:
    - Novorossijsk (v remontu)[78]
    - Rostov na Donu (močno poškodovana ali uničena)[31][67]
    - Stari Oskol (aktivna)[79]
    - Krasnodar (aktivna, 2023 Sredozemsko morje)[80]
    - Veliki Novgorod (aktivna)[81]
    - Kolpino (aktivna)[82]

  - Dizel-električna podmornica razreda Paltus:
    - Alrosa (aktivna)[83]